# それいけ!アンパンマン おもちゃの星のナンダとルンダ
『それいけ!アンパンマン おもちゃの星のナンダとルンダ』（それいけアンパンマン おもちゃのほしのナンダとルンダ）は2016年7月2日に公開された日本のアニメ映画。『それいけ!アンパンマン』シリーズ通算第28作。

## 概要
高知やなせたかし記念館 アンパンマンミュージアムオープン20周年記念作品として制作。(但し、明記されてない宣伝素材も少なくなく、本編の冒頭でもその様な主旨のクレジットはされなかった。)
キャッチコピーは「元気がみんなを勇気づけルンダ!」。本作は、原作者のやなせが生前作詞した楽曲「勇気のルンダ」が主題となっている。この歌詞に含まれるフレーズが本作に登場するゲストキャラクターの名前として採用されている。
ゲスト声優として、波瑠、中川家の礼二と剛が参加。
本作は劇場版シリーズでは初めて併映作品の無い1本立て構成で上映される。そのため、本作の冒頭には2011年以降の同時上映作品の流れをくんだ観客参加型のシーンが挿入されている。本作では観客参加型のシーンで歌詞テロップが表示されている。
アンパンマン映画が長編のみの製作となったのは第5作『恐竜ノッシーの大冒険』以来であり、上映時間は長編作品としては第8作『空とぶ絵本とガラスの靴』以来60分を超えている。そのため、従来通り30分のテレビアニメに2週に分割して放送した際には、序盤の参加型のシーンや、ヌラとの接触、ばいきんまんの細かな動きや、アンパンマンたちの追跡シーンなどが随所カットされていた。

## あらすじ
ルンダはおもちゃの星からやって来たゼンマイ仕掛けのお姫様。彼女は「皆が自分のために何かをしてくれる事が当たり前」と考えているわがままな性格だった。そんなルンダは、体は大きくて不器用だが心優しいおもちゃのロボット・ナンダといつも一緒にいた。
ある日、ルンダとナンダは様々な物をおもちゃに変えることが出来る大切な「おもちゃスティック」をアンパンマンワールドに落としてしまった。2人は慌てておもちゃスティックを探しに向かうが雷に打たれてしまい、ナンダはクリームパンダ達の所、ルンダはばいきんまん達の所へそれぞれ飛ばされ、離ればなれになってしまう。クリームパンダ達はナンダ、ばいきんまんはルンダと、それぞれおもちゃスティックを探すため大冒険を繰り広げる。ところが、その中でばいきんまんはおもちゃスティックを奪い、アンパンマンをおもちゃに変えて倒してしまおうと企む。
果たして2人はアンパンマン達と力を合わせ、おもちゃスティックを取り戻す事ができるのか。

## 登場キャラクター（キャスト）
詳細はアンパンマンの登場人物一覧を参照。

### レギュラーキャラクター
アンパンマン
声 - 戸田恵子

ばいきんまん
声 - 中尾隆聖
冒頭では自分も一緒に踊ろうとだだんだんで暴れるも結局はふっ飛ばされてしまった。
偶然見つけたルンダを助け、おもちゃスティック狙いで彼女に協力することになる。その後、おもちゃの国をバイキン星ランドの遊園地に変え、自らもロボットと化し暴れるも結局は敗退しドキンちゃん・ホラーマンと共に吹き飛んでいった。
ジャムおじさん
声 - 増岡弘
バタコさん
声 - 佐久間レイ
めいけんチーズ
声 - 山寺宏一
ドキンちゃん
声 - 鶴ひろみ
本作ではおもちゃスティック探しに同行しなかったため出番は少ないが、ばいきんまんの帰りが遅い事から後半でホラーマンと共に神殿へと向かうがおもちゃにされた挙句、ホラーマンと共にUFOに乗っていたところをばいきんまんにぶつかられてその衝撃で元に戻り、ばいきんまん達と共に吹き飛んでいった。
ホラーマン
声 - 肝付兼太
本作ではいつものように全身がバラバラになることはなく頭だけが外れる描写のみであり、本作の出番も少ないが後半でドキンちゃんに同行して共におもちゃにされ、UFOにくっついていたところをばいきんまんにぶつかられてその衝撃で元に戻り、ばいきんまん達と共に吹き飛んでいった。
テレビシリーズ登場時から演じてきた肝付兼太が2016年10月20日に肺炎で死去した為、彼が映画シリーズに出演する作品としては本作が最後の出演となり、最後の台詞は『バイバイキーン！』であった。次作『ブルブルの宝探し大冒険!』からは矢尾一樹が役を引き継いだ。
カレーパンマン
声 - 柳沢三千代
おもちゃ化されている時はカレー攻撃が不可能だった。
しょくぱんまん
声 - 島本須美
メロンパンナ
声 - かないみか
クリームパンダ
声 - 長沢美樹
カバオくん、ちびぞうくんと共に遠足に行った際にナンダを発見し、以降彼と行動を共にする。
カバオくん
声 - 山寺宏一
本作ではちびぞうくんと共に全編に渡って登場し、冒険に関わる。アンパンマン達同様におもちゃにされてしまうが、ちびぞうくんと共にアンパンマンの新しい顔づくりに協力する。
ちびぞうくん
声 - 坂本千夏
クリームパンダ、カバオくんと共にナンダに同行する。
みみせんせい
声 - 滝沢ロコ
かびるんるん

### ゲストキャラクター
ルンダ
声 - 波瑠
性別 - 女
おもちゃの星でナンダと暮らしているゼンマイ仕掛けのわがままなお姫様。語尾に「んだ」を付けることが多い。
スティックを失くしてしまい、助けてもらったばいきんまんを友達としてスティック探しに協力してもらうも、用済みにされてしまう。その後、みんなを助けるために自らのゼンマイの力をアンパンマンとナンダに与えたことで一度は死ぬが、ナンダの感謝の気持ちと砕け散ったおもちゃスティックの力で生き返り、髪型や服装も変化して大人のお姫様の姿になった。頭のゼンマイの色は赤→金。
姫という立場から命令するばかりで、自分のために他人が何かしてくれることが当たり前だと思っていたが、アンパンマン達やばいきんまんと関わるにつれ心境に変化が生じ、誰かを助けるという意識が芽生えるようになった。
ナンダ
声 - 中川礼二（中川家）
性別 - 男
おもちゃの星に住んでいるロボットの男の子。体は大きいが不器用なのが欠点。「ナンダ」「ルンダ」としか喋れないが、ルンダにはわかる模様。クリームパンダ達は彼のイントネーションやホログラム映像などから彼の意図を解釈した。蒸気機関車、船、潜水艦等、色々な形に変形出来る。非常に優しく献身的な性格で、ルンダに「役立たず」と罵られても彼女を助けることを止めることは無かった。終盤では命を懸けてみんなを助けてくれたルンダに「ありがとう」と感謝の言葉を発した。

### その他の登場キャラクター
ヌラ
声 - 中川剛（中川家）
巨大な海の主。第12作『人魚姫のなみだ』以来、台詞付きで登場だが、声優は玄田から変更されている。本作ではばいきんまんだけでなく、ルンダやナンダにも海を荒らしに来たと誤解して襲い掛かる。テレビ放送版では登場がカットされている。
すなおとこ
声 - 玄田哲章
砂漠に住む巨大な砂の怪物。第20作『妖精リンリンのひみつ』以来の登場。悪役ではないが、利害の不一致によりアンパンマンやばいきんまんを敵視し、彼らに攻撃される。ばいきんまんがおもちゃスティックを使用したことによりおもちゃと化し逃げて行った。
しらたまさん
声 - 伊倉一恵
劇場版本編には初登場。本作冒頭の観客への指示役を担当する。しらたま攻撃でだだんだんのスピーカーを破壊した。
コキンちゃん
シドロ&モドロ
声 - ドリーミング
同時上映作品が廃止されたため、劇場版本編初登場となった。
ウサ子
ネコ美
ブタお
おむすびまん
かつぶしまん
鉄火のマキちゃん
だだんだんに捕まったアンパンマン達を助けた。
こむすびまん
鉄火のコマキちゃん
ナガネギマン
ばいきんまんを追い払っていない。
やきそばパンマン
ヘラヘラチョップでだだんだんの右足を切断した。
ホワイトソース
ハンバーガーキッド
投げ縄でアンパンマン達を助け、さらに両足を失っただだんだんを投げ縄で転ばせた。
ピクルス
サラダ姫
「サラダ王子」としての姿のみ登場。トングでだだんだんの左足を切断した。クレソンじいや不在
ビネガー
パラソルパラコさん
やなせうさぎ
4人で合唱しており、神殿をバイキンおもちゃランドにしたばいきんまんを歓迎した。
以上、オープニングのコンサートに登場。
べろべろまん
やみるんるん
たぬき
声 - 藤井恒久（日本テレビアナウンサー）
子供
声 - 佐藤奏美

## 用語
おもちゃの星（おもちゃのほし）
ルンダとナンダが住んでいる星。星そのものはエピローグで登場する。
バイキンおもちゃランド
ばいきんまんがおもちゃスティックの力によってと神殿をおもちゃの遊園地に変えた。この時は飛行能力を失ってしまう。おもちゃスティックが壊れ、ばいきんまんがスーパーバイキンぜんまいロボと化すと元の神殿に戻った。

### 乗り物と道具
アンパンマン号（アンパンマンごう）
ドキンUFO（ドキンユーフォー）
元気100倍!カスタネット
おもちゃスティック
ルンダが持っているスティック。相手をおもちゃに変えてしまう。なお、おもちゃ化されている間は攻撃が弱体化し、更にゼンマイが切れると止まってしまう。

#### バイキンメカ
バイキンUFO（バイキンユーフォー）
本作ではばいきんまんの指パッチンで動いている。おもちゃスティックによっておもちゃと化してしまい、飛行が不可能となった。ばいきんまんによって潜水艇に改造されるも、水圧に耐えきれず破壊されてしまった。
スピーカーだだんだん
OPに登場しただだんだん。コンサートをメチャクチャにするために使用。両手がスピーカーで、胴体と口の中にもスピーカーが仕込んでいる。スピーカーから出す玉で相手を包み込むことも可能。アンパンマン達をスピーカーで閉じ込め音波で攻撃するも、おむすびまん、かつぶしまん、鉄火のマキちゃん、ハンバーガーキッド、やきそばパンマン、サラダ王子、しらたまさんの総攻撃とアンパンマンのアンパンチで敗れ去った。
スーパーバイキンぜんまいロボ
おもちゃスティックの力で巨大ロボットに変身したばいきんまん。実際に言えばばいきんまんとおもちゃの集合体によって出来たもの。見た目はだだんだんに似ているが、ボディは真っ黒でピエロを扮した衣装を着ている。アンテナから発射される「バイキンビーム」を浴びたものはおもちゃと化してしまう。最後はルンダのゼンマイの力でパワーアップしたアンパンマンのアンパンチで元に戻り、ドキンちゃんやホラーマン共々吹っ飛んでいってしまった。それと同時におもちゃ化された人々も元に戻った。

## スタッフ
- 原作 - やなせたかし（フレーベル館刊）
- 製作 - 中山良夫、沢桂一、竹崎忠、松本俊哉、越尾正子、田中智子、渡辺祐司
- 原作協力 - 天野誠
- プロデューサー - 中谷敏夫、久保雄輔、星野恵
- 脚本 - 米村正二
- 主題歌 - やなせたかし、三木たかし
- 音楽 - いずみたく、近藤浩章
- キャラクターデザイン・作画監督 - 前田実
- 美術監修 - 石垣努
- 美術監督 - 光元博行
- 色彩設計 - 原田幸子
- 撮影監督 - 佐々木明美
- 編集 - 小宅貴史
- CGプロデューサー - 川嶋洋樹
- 音響監督 - 山田知明
- 音楽監督 - 鈴木清司
- 音楽プロデューサー - 平川智司、髙谷楓、渡辺一博、佐藤由理
- 文芸担当 - 上田菜保子
- 担当プロデューサー - 岩崎和義
- 監督 - 川越淳
- 原画 - 菖蒲隆彦、星名靖男、和田佳純、清水健一、ピー・アール・エー作画部、The Answer studio、他
- 製作 - 日本テレビ、バップ、トムス・エンタテインメント、フレーベル館、やなせスタジオ

## 主題歌
オープニングテーマ「アンパンマンのマーチ」
エンディングテーマ「勇気りんりん」
作詞：やなせたかし 作曲：三木たかし 編曲：大谷和夫 歌：ドリーミング
本作のエンディングはダイジェストとなっているが、エンディング終了後にエピローグが挿入される。
テーマ曲「勇気のルンダ 2016」
作詞：やなせたかし　作曲・編曲：近藤浩章 歌：ドリーミング
元はアンパンマン（戸田恵子）のキャラクターソングであるが、本作のテーマ曲として新たにアレンジし直され、ドリーミングがカバーしている。
冒頭の観客参加型シーンでも使用された。
挿入歌
エンディングではクレジットされていない。
「白それは… 〜しらたまさんのテーマ〜」
　作詞：やなせたかし、藤田伸三　作曲：近藤浩章 歌：伊倉一恵（しらたまさん）
「アンパンマンたいそう」
作詞：やなせたかし、魚住勉　作曲：馬飼野康二 編曲：近藤浩章 歌：ドリーミング
「いくぞ!ばいきんまん」
作詞：やなせたかし 作曲：いずみたく 編曲：近藤浩章 歌：中尾隆聖（ばいきんまん）